# Filiera (araldica)
In araldica il termine filiera (in francese: filière) è utilizzato per indicare la bordura ridotta a metà della sua larghezza ordinaria e mantenuta aderente ai lati dello scudo. Non deve quindi essere confusa con l'orlo, che è staccato dai bordi dello scudo. Il Manno la chiama bordatura diminuita.

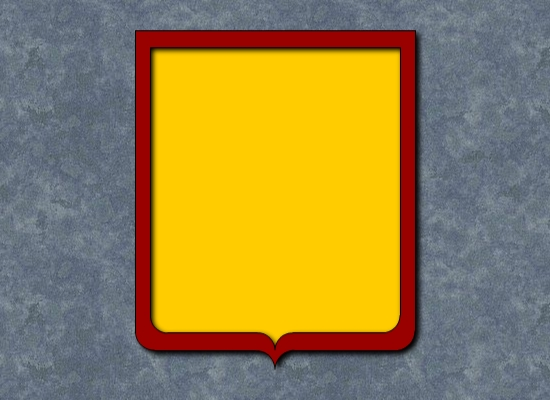
d'oro, alla filiera di rosso
filiera di rosso (stemma di Malla, Spagna)